# Tricoceps quadripunctatus
Tricoceps quadripunctatus är en insektsart som beskrevs av Carl Stål. Tricoceps quadripunctatus ingår i släktet Tricoceps och familjen hornstritar. Inga underarter finns listade i Catalogue of Life.